# Scandriglia
Scandriglia är en ort och kommun i provinsen Rieti i regionen Lazio i Italien. Kommunen hade 3 148 invånare (2018).